# Guillaume Michel (compositeur)
Pour les articles homonymes, voir Guillaume Michel.
Guillaume Michel est un huissier audiencier du Parlement de Paris et un compositeur de chansons, actif à Paris au milieu du XVIIe siècle.

## Biographie
Son métier est "huissier audiencier" au Châtelet de Paris, un office de justice de rang intermédiaire, chargé de gérer le bon déroulement des audiences. Apparemment, son activité de compositeur est secondaire.
Sur lui, trois actes d'archive ont été retrouvés. D'après ces actes, il a été marié à Marguerite Dubuisson, déjà morte en avril 1645 et tuteur de ses enfants mineurs à l'époque du décès de sa femme.

## Œuvres

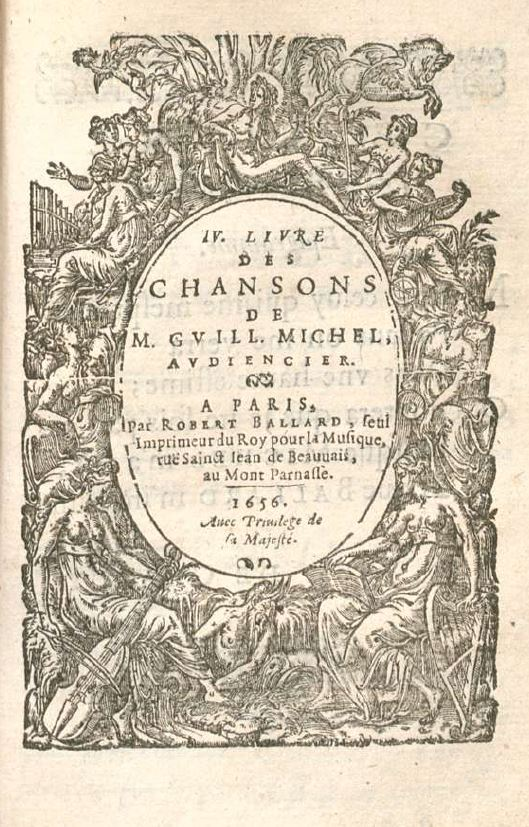
Page de titre du IVe livre de chansons de G. Michel. München BSB

On ne connaît de lui que des recueils de chansons :
- Recueil des chansons de M. Guill. Michel, audiencier [1er livre]. – Paris : Pierre I Ballard, 1636. 1 vol. 8°, 53 f. RISM M 2660, Guillo 2003 n° 1636-J.

Contient 50 chansons à danser à 1 v.
- II. Livre des chansons de M. Guill. Michel, audiencier. – Paris, Robert III Ballard, 1641. 1 vol  8°, 43 f. RISM M 2662, Guillo 2003 n° 1641-E.

Dans son avis au lecteur, Michel indique qu’il a ajouté quelques chansons à boire pour satisfaire au goût du public. Contient 32 chansons à danser à 1 v. et 9 chansons à boire à 2 v.
- III. Livre des chansons de M. Guill. Michel, audiencier. – Paris, Robert III Ballard, 1647. 1 vol  8°, 46 f. RISM M 2663, Guillo 2003 n° 1647-D.

Contient 36 chansons à danser à 1 v. et 8 chansons à boire à 2 v. Entre les deux parties, Ballard précise que les chansons à danser ne sont pas de Michel.
- IV. Livre des chansons de M. Guill. Michel, audiencier. – Paris, Robert III Ballard, 1656. 1 vol  8°, 43 f. RISM M 2664, Guillo 2003 n° 1656-R.

Contient 39 chansons à danser et 1 à boire, toutes à 1 v. Dédicace à M. [Nicolas ?] Monnerot, Conseiller du Roy en ses Conseils, Secrétaire de sa Majesté, Maison, Couronne de France, & de ses Finances, Trésorier de ses Parties Casuelles.
- Les quatre recueils précédents ont été recueillis par Christophe Ballard dans son Recueil des quatre livres de chansons, en 1699 (Guillo 2003 n° 1699-G).

- Les recueils calligraphiés d’airs et de chansons copiés à Bruxelles par Balderic van Horicke contiennent quinze chansons de Michel, dont cinq extraites du recueil de 1636 et neuf du recueil de 1641. La dernière est publiée dans le recueil de 1647[2].